# Cộng hòa Trung Phi

Cộng hòa Trung Phi (tiếng Pháp: République Centrafricaine; tiếng Sango: Ködörösêse tî Bêafrîka) là một quốc gia tại miền trung châu Phi. Cộng hòa Trung Phi giáp Tchad về phía Bắc, phía Đông giáp Sudan và Nam Sudan, phía Nam giáp Cộng hòa Dân chủ Congo và Cộng hòa Congo, phía Tây giáp Cameroon. Đây là một quốc gia không giáp biển và có diện tích là 622.436 kilômét vuông. Bangui là thủ đô và là thành phố lớn nhất quốc gia này.
Cộng hòa Trung Phi nằm ở rìa bắc lưu vực sông Congo. Phần lớn đất đai là cao nguyên với độ cao từ 610–790 m. Hai dãy núi ở phía bắc và đông bắc có độ cao tối đa khoảng 1400 m. Phần lớn quốc gia này có thảm thực vật là xavan, bãi cỏ xen lẫn với bụi cây. Rừng rậm tập trung ở tây nam. Quốc gia này có nhiều sông lớn: Bamingui và Ouham ở phía bắc, Ubangi, một chi lưu của sông Congo ở phía nam.

## Lịch sử
Lịch sử thời kì tiền thuộc địa của quốc gia này ít được biết đến. Người Banda, người Ngbandi, người Baya và người Azande là các nhóm sắc tộc chính ở vùng này. Từ thập kỷ 70 của thế kỷ XIX, người châu Âu bắt đầu thám hiểm vùng này.
Năm 1889, Pháp lập một tiền trạm tại Bangui, thành lập vùng thuộc địa giữa hai sông Oubangui và Chari năm 1905 và sáp nhập vào lãnh thổ Châu Phi Xích đạo thuộc Pháp năm 1910. Vùng lãnh thổ này trở thành Cộng hòa Trung Phi với tư cách là nước tự trị thuộc Cộng đồng nước Pháp năm 1958.
Năm 1960, Cộng hòa Trung Phi tuyên bố độc lập và David Dacko trở thành Tổng thống. Năm 1966, Jean Bedel Bokassa lên cầm quyền sau cuộc đảo chính. Bokassa tuyên bố trở thành Tổng thống trọn đời năm 1972. Năm 1976, Tổng thống Jean Bedel Bokassa tuyên bố làm Hoàng đế, đổi tên nước thành Vương quốc Trung Phi.
Những xáo trộn kinh tế - xã hội, các cuộc đàn áp đẫm máu đối với những người chống đối và những cuộc tàn sát học sinh trung học dẫn đến việc Pháp giúp đỡ Tổng thống David Dacko lật đổ Bokassa, trở lại cầm quyền và lập nền cộng hòa năm 1979. Sau cuộc tuyển cử Tổng thống năm 1981, Tướng Kolingba tiến hành đảo chính và lãnh đạo đất nước. Mặc dầu Hiến pháp mới được thông qua (1986) và trở lại chế độ đa đảng (1991- 1992), Kolingba cũng không thể duy trì quyền lực. Năm 1993, Ange Félix Patassé đắc cử Tổng thống. Tháng 3 năm 1998, "Hiệp ước hòa giải dân tộc" được ký kết tại Bangui. Tổng thống Patassé sống sót sau cuộc mưu toan đảo chính tháng 5 năm 2001. Tháng 3 năm 2003, Tướng Francois Bozizé lật đổ Tổng thống Patassé và tự tuyên bố trở thành Tổng thống. Ngày 13 tháng 3 năm 2005, trong cuộc bầu cử Tổng thống ở Trung Phi, Francois Bozizé đã đắc cử với số phiếu 64,6%.

## Chính trị
Trung Phi thực hiện đường lối chính trị đa đảng, mở cửa. Đảng cầm quyền hiện nay là Phong trào giải phóng nhân dân Trung Phi (Đảng của Tổng thống).
Các Đảng phái đối lập:
- Liên minh vì nền Dân chủ và Tiến bộ (ADP),
- Đảng Cộng hoà Trung Phi (PRC),
- Phong trào Dân chủ vì Đổi mới và Tiến bộ ở Trung Phi (MDREC).
Do tình hình an ninh chính trị có nhiều phức tạp, năm 1998, Hội đồng Bảo an Liên Hợp Quốc đã thông qua Nghị quyết 1159 thiết lập lực lượng gìn giữ hoà bình ở Trung Phi (MINURCA) thay thế cho lực lượng Liên Phi; MINURCA đã kết thúc sứ mệnh của mình năm 2000. Hiện nay, Văn phòng kiến tạo hoà bình của Liên Hợp Quốc tại Cộng hòa Trung Phi (BONUCA), được thành lập năm 1999 để hỗ trợ các hoạt động của MINURCA vẫn đang hoạt động.
Gần đây, do chịu ảnh hưởng của xung đột Darfur (Sudan), khu vực Đông-Bắc của Trung Phi còn có những bất ổn do làn sóng người tị nạn từ Darfur cũng như xung đột giữa một số lực lượng phiến quân tại khu vực biên giới chung với Sudan và Tchad. Trong bối cảnh đó, ngày 25 tháng 9 năm 2007, Liên Hợp Quốc đã thông qua Nghị quyết 1778 cho phép triển khai tại Trung Phi và Sát lực lượng quốc tế trên cơ sở phối hợp với EU để thực thi các nhiệm vụ trấn áp bạo lực, bảo vệ dân thường, người tị nạn và giám sát nhân quyền. Tháng 10 năm 2007, EU đã thông qua quyết định triển khai lực lượng của mình (EUFOR) tại khu vực này.
Ngày 26 tháng 6 năm 2008, Cộng hòa Trung Phi và hai phe nổi dậy (Quân đội nhân dân phục hồi nền dân chủ và Liên minh các lực lượng dân chủ vì tập hợp) ở miền Bắc đã ký Hiệp định hoà bình chung tại Gabon theo đó tiến hành giải giáp các phe nhóm nổi dậy, ân xá cho các binh sĩ và tái hoà nhập họ vào cộng đồng. Trước đó, hai phe này đã từng ký hiệp định riêng rẽ với chính phủ Trung Phi. 
Tháng 12 năm 2008, Trung Phi tổ chức đối thoại chính trị mở rộng với sự tham gia của tất cả các phe phái chính trị, kể cả phe của cựu Tổng thống Ange Félix Patassé, và đề ra lộ trình chấm dứt xung đột vũ trang và bất ổn chính trị.

## Đối ngoại
Trung Phi là thành viên Liên Hợp Quốc, Liên minh châu Phi (AU), Phong trào không liên kết, Tổ chức Quốc tế Pháp ngữ và nhiều tổ chức khác.
Trung Phi có quan hệ mật thiết với Pháp trên nhiều lĩnh vực. Pháp đang hỗ trợ quân sự cho các lực lượng của Trung Phi. Trong giai đoạn 1970-1980, Libya tích cực tranh giành ảnh hưởng với Pháp tại Trung Phi và tháng 5 năm 2001, Libya từng triển khai quân tại Bangui để yểm trợ cho Tổng thống Ange Félix Patassé.
Bên cạnh đó, Trung Phi tăng cường quan hệ với Mỹ và các nước phương Tây. Đầu năm 1989, Trung Phi công nhận nhà nước Ixraen và Palestin.
Từ năm 2005, đến nay, Trung Phi tìm cách đa dạng hoá quan hệ đối ngoại với các nước khác như các nước vùng Vịnh, Trung Quốc, Nam Phi.

## Địa lý

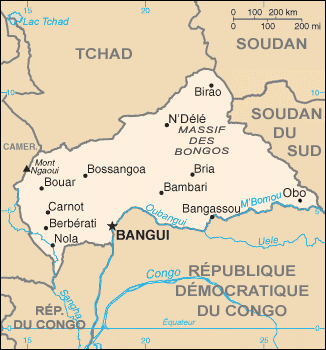
Bản đồ Cộng hòa Trung Phi

Cộng hòa Trung Phi nằm ở khu vực Trung Phi, Bắc giáp Tchad, Nam giáp Cộng hòa Congo và Cộng hòa Dân chủ Congo, Đông giáp Sudan và Tây giáp Cameroon. Địa hình phần lớn là vùng cao nguyên rộng lớn nằm giữa hai vùng trũng ở phía bắc và phía nam.

### Khí hậu
Khu vực cao nguyên phía nam nằm trong miền khí hậu cận xích đạo, thuận lợi cho các khu rừng nhiệt đới phát tnển, do lượng mưa giảm dần nên khu vực phía bắc phần lớn là các vùng thảo nguyên.

### Đơn vị hành chính

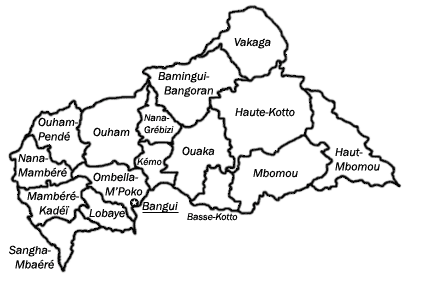
Tỉnh của Cộng hòa Trung Phi

Cộng hòa Trung Phi được chia thành 14 tỉnh (préfectures), cùng với 2 tỉnh kinh tế (préfectures economiques) và một thành phố tự trị. Các tỉnh lại được chia thành 71 phó tỉnh (sous-préfectures).
Các tỉnh gồm:
- Bamingui-Bangoran
- Basse-Kotto (Hạ Kotto)
- Haute-Kotto (Thượng Kotto)
- Haut-Mbomou (Thượng Mbomou)
- Kémo
- Lobaye
- Mambéré-Kadéï
- Mbomou
- Nana-Mambéré
- Ombella-M'Poko
- Ouaka
- Ouham
- Ouham-Pendé
- Vakaga

hai tỉnh kinh tế gồm Nana-Grébizi và Sangha-Mbaéré; đô thị là Bangui.

## Kinh tế
Trung Phi là một trong những nước nghèo ở châu Phi. Kinh tế chủ yếu dựa vào nông nghiệp và lâm nghiệp. Nông nghiệp chiếm hơn 1/2 GDP, gỗ chiếm 16% thu nhập xuất khẩu và công nghiệp kim cương chiếm 40%. Sản phẩm nông nghiệp có: bông, cà phê, sắn, lạc, lúa, ngô, kê... Về khoáng sản ngoài kim cương còn có sắt, măng gan, niken... nhưng sản lượng thấp.
Hạn chế của Trung Phi là nước không tiếp giáp với biển, hệ thống giao thông lạc hậu, phần lớn là lực lượng lao động không có nghề. Thiếu sự chỉ đạo trong phát triển kinh tế vĩ mô. Tình hình bất ổn cản trở kinh tế phát triển. Phân phối thu nhập bất bình đẳng. Mặc dù được Pháp và cộng đồng quốc tế viện trợ nhưng chỉ đáp ứng một phần nhu cầu thiết yếu trong nước.
Trung Phi xuất khẩu kim cương, gỗ, bông, cà phê, thuốc lá sang các nước Bỉ (22%), Indonesia (19,3%), Ý (7,7%), Pháp (7,1%), Cộng hòa Dân chủ Công Gô (6,8%). Giá trị xuất khẩu đạt 146,7 triệu USD (2007). Nhập khẩu thực phẩm, hàng dệt may, xăng dầu, máy móc thiết bị, động cơ ôtô, hoá chất, dược phẩm từ các nước Pháp (16,6%), Hà Lan (13%), Cameroon (9,7%), Mỹ (6,3%). Giá trị nhập khẩu là 237,3 triệu USD (2007).
Năm 2010, tổng sản phẩm quốc nội của Trung Phi là 2,2 tỷ USD, tăng trưởng 3,7% so với năm 2006. GDP bình quân đầu người của Trung Phi là hơn 400 USD người/năm. Tỷ lệ lạm phát được duy trì dưới 1%/năm.
Về ngoại thương, năm 2010, Trung Phi xuất khẩu khoảng 200 triệu USD hàng hoá các loại, trong đó các mặt hàng xuất khẩu chủ yếu của nước này là kim cương, gỗ, bông, cà phê, thuốc lá. Các đối tác xuất khẩu của Trung Phi là Bỉ, Ý, Tây Ban Nha, Indonesia, Pháp, Mỹ. Kim ngạch nhập khẩu năm 2010 của Trung Phi là 300 triệu USD. Các mặt hàng mà nước này thường nhập là thực phẩm, hàng dệt may, sản phẩm xăng dầu, máy móc, thiết bị điện, xe cộ, hoá chất, dược phẩm, hàng tiêu dùng, sản phẩm công nghiệp. Các bạn hàng nhập khẩu của Trung Phi là Pháp, Mỹ, Cameroon, Bỉ.

## Dân cư
Dân số của nước Cộng hòa Trung Phi đã tăng gấp bốn lần kể từ khi độc lập. Năm 1960, dân số là 1.232.000; ước tính của Liên Hợp Quốc năm 2009, nó là 4.422.000. Liên Hợp Quốc ước tính rằng khoảng 11% dân số trong độ tuổi từ 15 đến 49 bị nhiễm HIV. Chỉ có 3% là dương tính với căn bệnh này. Dân cư được chia thành hơn 80 nhóm dân tộc, mỗi nhóm có ngôn ngữ riêng của mình. Các nhóm dân tộc lớn nhất là Baya, Banda, Mandjia, Sara, Mboum, M'Baka, Yakoma, và Fula (còn gọi là Fulani)., với nhóm nhỏ người Pháp.
Hơn 55% dân số sống ở khu vực nông thôn. Các lĩnh vực nông nghiệp chính tập trung xung quanh Bossangoa và Bambari. Bangui, Berberati, Bangassou, và Bossangoa là các trung tâm đô thị đông dân cư nhất.
Trung Phi cũng là quốc gia có tỷ lệ dân sô trẻ cao nhất châu Phi. Tỷ lệ trẻ em dưới 15 tuổi trong năm 2010 là 40,4%, 55,6% là từ 15 đến 65 tuổi, trong khi 4% là 65 tuổi trở lên.

## Tôn giáo
Tôn giáo tại Cộng hòa Trung Phi (2012)
Khoảng 80% dân số của nước Cộng hòa Trung Phi là Kitô hữu. Người ta tin rằng nhiều người trong số những người theo này kết hợp yếu tố truyền thống bản địa vào việc thực hành đức tin của họ.
Tín hữu Công giáo và Tin Lành phân bố rải rác khắp lãnh thổ. Hồi giáo tập trung chủ yếu ở phía bắc. Khoảng 51% dân số là Tin Lành, 29% là Công giáo La Mã, và 10% là người Hồi giáo. Tín ngưỡng bản địa truyền thống được thực hiện bởi khoảng 10% dân số. Ngoài ra, còn có các nhóm truyền giáo thuộc các giáo phái Kitô giáo khác như Giáo hội Luther, Baptist, và Nhân chứng Jehovah.
Công giáo Rôma ở Trung Phi chiếm trên dưới 900.000 tín hữu đại diện cho khoảng một phần tư dân số. Có chín giáo phận và một tổng giáo phận:
- Bangui
- Alindao
- Bambari
- Bangassou
- Berbérati
- Bossangoa
- Bouar
- Kaga–Bandoro
- Mbaïki

Hồi giáo chiếm khoảng 10% (500.000 người) dân số của nước Cộng hòa Trung Phi, làm cho nó làm cho nó trở thành tôn giáo lớn thứ 2 sau Kitô giáo. Hầu hết người Hồi giáo Trung Phi sống ở phía bắc, phía đông, các vùng gần biên giới với Tchad và Sudan.
Hiến pháp (bị đình chỉ từ năm 2003) quy định về tự do tôn giáo trong khi cấm một số hình thức cực đoan tôn giáo. Lệnh cấm này thường được coi là hướng về trào lưu chính thống Hồi giáo. Ngày lễ Kitô giáo được tổ chức như ngày lễ quốc gia. Tất cả các nhóm tôn giáo phải đăng ký thông qua Bộ Nội vụ. Giáo hội Thống Nhất đã bị cấm kể từ giữa những năm 1980. Việc thực hành phù thủy được coi là một hành vi phạm tội hình sự, tuy nhiên truy tố thường chỉ được thực hiện kết hợp với hoạt động tội phạm khác, chẳng hạn như giết người.

## Giáo dục
Giáo dục bắt buộc và miễn phí đối với trẻ em (bắt đầu từ năm 7 tuổi). Cả nước có khoảng 2/3 trẻ em theo học đầy đủ. Các cơ sở và phương tiện dạy và học còn rất thiếu thốn, khoảng 10% số học sinh theo học tiếp chương trình trung học và 2% số học sinh học lên đại học (hoặc các trường kĩ thuật).

## Y tế
Các bệnh tật như sốt rét, viêm gan, bại liệt, giun sán... khá phổ biến. Trung Phi chưa có đủ các dịch vụ chăm sóc y tế. Cán bộ y tế thường làm việc tận tụy nhưng được trả lương rất thấp. Hoạt động y tế ở nông thôn được sự tài trợ của các bệnh viện tư ở thủ đô và các nhà truyền giáo.